# Jezgra kometa
Jezgra kometa je osnovno tijelo kometa, rahla tvorevina smrznutih tvari, leda s prašinom. Komet je nestalno nebesko tijelo u Sunčevu sustavu kojima su staze vrlo izdužene, a ravninu ekliptike mogu presijecati pod bilo kojim kutom. Oko jezgre razvija se koma (koja zajedno s jezgrom čini glavu kometa), a iz nje rep. Veličina jezgara većinom je nepoznata; desetak bolje upoznatih jezgara promjera su od jednoga do dvadeset kilometara.

## Građa kometa
Kao pojava, komet se razlikuje od drugih nebeskih tijela po magličastoj ovojnici, komi. Maglica slabi pri rubu tako da se prelijeva u svjetlost okolnog neba. U središtu kome nazire se svijetlo zgušćenje, koje sadrži jezgru. Jezgra se smatra glavnim dijelom kometa. Tako je malena da se ne vidi pri tranzitu kometa. Dimenzije jezgre, osim u posljednjem preletu Halleyjeva kometa, nisu podložne izravnom mjerenju. Sudeći po tome kakva se zgušćenja javljaju, jezgre mogu biti dvostruke i višestruke. Sudeći po tome što se kometi raspadaju, jezgra je lako drobivo tijelo. O masi jezgre zaključuje se na osnovi njezinih dimenzija i gustoće (za Halleyjevu kometu gustoća se procjenjuje na 600 kg/m3). Komet nema primjetnog utjecaja na nebeska tijela kraj kojih prolazi. Najmanji komet ima možda masu oko 1 tonu, a gornja granica je također nepouzdana (osim realističkih 1016 kg, donose se i veće procjene). 

### Koma
Koma je raslojena u područja različite gustoće. Ima ulogu atmosfere, koja nebesko tijelo izolira od okoline i time čuva. Ima kometa koji su prošli kroz Sunčevu koronu, pola milijuna kilometara iznad fotosfere. Takav je komet Ikeya–Seki (označen kao C/1965 S1, 1965 VIII i 1965f). Veličina kome na složen način ovisi o udaljenosti od Sunca. Najveća koma javlja se kada se komet nalazi na udaljenosti od 0.9 do 1.6 AJ. Nađene su glave veličine 5 000 km pa sve do milijun km. Daleko od Sunca, komet ima okruglu glavu i plin istječe jednoliko u svim smjerovima. U blizini Sunca, koma poprima oblik parabole. To dolazi zbog strujanja tvari koje izbacuje jezgra, a struje se svijaju pod tlakom Sunčeva vjetra i teku dalje od Sunca. Znade se javiti više paraboličnih ljusaka i drugi, raznovrsni oblici kome.

### Rep
Rep je sekundarna pojava u kometa, iako pruža veličanstven dojam kojemu promatrači ne mogu odoljeti ("zvijezda repatica"). Veći komet u trenutku najvećeg sjaja može repom pokriti znatan dio neba, od obzora do zenita, kao mač nad glavom. Kada se komet približava Suncu, rep raste s brzinom od kojih milijun kilometara u danu. Tako nastaju repovi i od 100 milijuna km. Na rep djeluje Sunčeva svjetlost, Sunčev vjetar i magnetsko polje koje se kroz međuplanetarni prostor prenosi sa Sunčevim vjetrom. Zato je rep u pravilu otisnut od Sunca i tvar teče kroza nj s nekim ubrzanjem (repulsivno ili odbojno ubrzanje). Čestice Sunčeva vjetra jesu atomske jezgre vodika s nešto helijevih jezgara, kreću se brzinom od 400 do 500 km/s i u izravnom sudaru tlače na kometske ione. Nagla pojačanja struje Sunčeva vjetra, koja su uzrokovana pojavama na Suncu, dovode do toga da sila kojom Sunčev vjetar odbija kometarne čestice nadjača privlačnu silu kometa i za više od stotinu puta. I svjetlost tlači, no ona tlači na čestice prašine od kojih se odbija, a tlači i atome koji je upijaju. Gustoća Sunčevih zračenja veća je u njegovoj blizini, pa su tu i posljedice jače. 
U sudaru sa Sunčevim zračenjima, plinoviti sastojci repa vladaju se drukčije nego prah, a drukčije se vlada i neutralni plin od ioniziranog plina. Repove je Fjodor Aleksandrovič Bredihin u 19. stoljeću razvrstao prema obliku i odbojnom ubrzanju. Veoma ubrzani, pravocrtni repovi otklanjaju se točno od Sunca. Mogu se sastojati od strujnica i magličastih zgušćenja. U takvu repu otkrivene su ionizirane molekule. Manja ubrzanja javljaju se kod zakrivljenih repova. Sastoje se od čestica praha, pa svjetlost koja od njih dolazi odražena je Sunčeva svjetlost. Sasvim kratak rep položen je kao traka u smjeru prijeđene staze kometa, a sastoji se od većih čestica praha koje ne trpe nikakvo ili trpe samo malo odbojno ubrzanje. One se s jezgrom gibaju po stazi kometa. Anomalnim repom naziva se onaj koji prednjači pred kometom. Izrazit primjerak takvog “repa” imao je komet Arend - Roland (označen kao 1957 III, 1956h, C/1956 R1), predstavljajući oštricu koja je u ravnini staze bila uperena prema Suncu. Pojava je uzrokovana stanjenim oblakom prašine koja prati komet i koje ima više na tragu kometa nego ispred njega; opaža se pod povoljnim kutom gledanja, kada promatrač prolazi kroz ravninu staze kometa. U osnovi se, dakle, rep kometa sastoji od prašine i plinovitog (ioniziranog) dijela. 

### Jezgra
Jezgra je izvor svekolike pojave. O kemijskom sastavu i građi sudi se na osnovu kemijskih tvari ustanovljenih u komi i repu, a i na osnovi kemijskog sastava meteorskih rojeva koji predstavljaju ostatke kometa. Spektar kometa složen je od više dijelova. Dijelom se radi o Sunčevoj svjetlosti, odbijenoj ili od jezgre, kada je komet veoma daleko, ili od krutih čestica, zrnaca, koji se nalaze u komi i repu. Plinoviti sastojci kome i repa emitiraju spektralne linije. Fizički procesi koji uzrokuju to svijetljenje jesu različiti atomski procesi između Sunčeve svjetlosti i plina. Velik udio ima fluorescencija, proces pri kojemu upijanje svjetlosti na jednoj valnoj duljini vodi zračenju na nekoj drugoj, većoj valnoj duljini. 
Spektralnom analizom pronađene su u komi neutralne molekule. Među njima prevladavaju slobodni radikali: CH, OH, CN, NH, CH2, CH3, NH2, HCN, CS, CO, C2, C3. Radikali su kemijski veoma aktivni, njihove veze su nezasićene, a u kometu ostaju samo stalni zbog male gustoće plina. Molekula vode H2O otkrivena je među posljednjima, po emisiji radio valova. U unutarnjim slojevima kome, uz jezgru, viđeni su pojedinačni atomi: H, C, O, S te Na, Fe, Cu, Co, Cr i još neki atomi metala, što svjedoči o tome da su u unutarnjoj komi fizički i kemijski procesi najaktivniji. Katkada se vide i ioni. Pri susretu svemirskih letjelica s Halleyjevim kometom izravno su nađeni i drugi sastojci, na primjer H2O+, H3O+. U repu se zapažaju ioni CO+, CO2+, CH+, CN+, N2+, OH+, H2O+, C+, Ca+. Sve te tvari ne javljaju se čitavo vrijeme, već im pojava veoma ovisi o udaljenosti kometa od Sunca. 

#### Model zaprljane grude snijega
Promatranja i analize potvrđuju model kometske jezgre, koji je 1950. postavio Fred Lawrence Whipple. Model se naziva zaprljanom grudom snijega. Jezgra je rahli anglomerat smrznutih tvari (plinova) i stijenja, to jest prašine. Led i prah zastupljeni su otprilike jednako. Središte jezgre je u istom stanju kao u doba stvaranja kometa. Kora, koja je debela vjerojatno oko metra ili manje, nosi oznake meteorskih kratera, i u njoj prevladava prašina. Veoma je porozna. Njena je pojava, naime, posljedica procesa koji se odvijaju prilikom proleta kometa kraj Sunca. Pri svakom proletu kraj Sunca, komet veličine Halleyjeva izgubi dio kore, i nova se stvara. Do promjena na jezgri dolazi zagrijavanjem Sunčevim zračenjem, obično na udaljenosti od Sunca od 2.5 do 3 AJ. Kod Halleyjeva kometa promjene su zapažene na daljini 6 AJ, kada se pojavila koma. Mijenjala je oblik i sjaj. Sjaj se znao u jednom danu promijeniti za nekoliko puta. Zašto? Zato što iz jezgre izlazi tvar koja stvara atmosferu, ali ne izlazi jednoliko i po čitavoj površini, već iz nekoliko mjesta, i to poput mlazova. Zajedno sa strujom plina iz površine se odvajaju i čestice praha.  
Energija Sunčeva zračenja dovodi do prijelaza leda u plin. To je proces sublimacije, izravan prijelaz iz čvrstog u plinovito. No tvari koje su bile sleđene opet mogu u atmosferi resublimacijom prijeći u ledena zrnca. Tako dolazi do različitih pojava kome: plin, prah, ledena zrnca. Oblak od praha i ledenih zrnaca u daljem razvoju kometa sakriva jezgru od našeg pogleda, jer se na krutim česticama rasipa Sunčeva svjetlost. Prava jezgra sakriva se u središnjem svjetlosnom zgušćenju. Osnovni sastojak ledova je led vode (H2O). Uz vodu vjerojatni su sastojci HCN i CH3CN. Kristal leda vode, zapravo jedna vrlo velika molekula, sadrži mnoge međušupljine, u kojima se mogu smjestiti manje molekule. To su takozvani klatratni hidrati. Kada se zagrijavanjem narušava struktura leda, zajedno s molekulama vode otpuštaju se i te druge molekule. Time se tumači tipična pojava kome na daljini od 2.5 do 3 AJ. 
Brzina oslobađanja od kometa iznosi nekoliko m/s. Stoga se plin vrlo brzo širi i lako otječe u međuplanetarni prostor. Molekule se rastavljaju (disociraju) na atome i manje skupine, a atomi ioniziraju pod djelovanjem Sunčeva zračenja i Sunčeva vjetra. Jedan proces ionizacije je fotoionizacija (upijanje svjetlosti), a drugi izmjena naboja. Naime, proton Sunčeva vjetra (vodikov ion) u sudaru s neutralnim kometskim atomom oduzima njegov elektron; vodikov se ion neutralizira, a kometski se atom ionizira. Širenje ioniziranog plina na daljinu od 1 000 000 km oko kometske jezgre dovodi do presudnih posljedica. Sunčev vjetar nailazi na prepreku i usporava se. Zbog promjene u načinu strujanja javlja se takozvani udarni val, a Sunčev vjetar mijenja smjer i optječe oko kometa. Između udarnog vala i jezgre nalazi se najprije područje gdje su izmiješani ioni Sunčeva vjetra i kometski ioni; bliže kometu prevladavaju kometski ioni ili kometska plazma. Čestice praha ispunjavaju još manje područje, a najmanje područje, ledeni halo, ispunjavaju ledena zrnca. 
Najveći obujam, vodikovu koronu, ispunjavaju atomi vodika potekli iz jezgre, i mogu se zapaziti samo izvan Zemljine atmosfere, jer zrače u kratkovalnom ultraljubičastom dijelu spektra. Plin se postupno širi oko kometa na udaljenosti veću od 10 000 000 km. Sa Sunčevim vjetrom prenosi se magnetsko polje. Ono ne može prodrijeti u područje kometske plazme u središnjim dijelovima kome, već se obavija oko kometa i utječe na oblik i ponašanje repa. Stoga se na osnovi izgleda repa i njegovih promjena može suditi o stanju međuplanetarnog magnetskog polja. 

### Sjaj kometa
Sjaj kometa složena je posljedica svih fizičkih procesa koji se odvijaju pod djelovanjem svjetlosti i čestica Sunca na sleđenu jezgru i produkte njezina isparavanja, koji izgrađuju složenu i prolaznu atmosferu. Jakost svijetljenja kometa I opisuje se jednakošću:
{\displaystyle I={\frac {I_{o}}{\Delta ^{2}\cdot r^{n}}}\ }
gdje je: r - udaljenost kometa od Sunca, Δ - udaljenost kometa od Zemlje, Io - jakost svjetlosti koju bi komet imao kada bi za 1 AJ bio udaljen i od Sunca i od Zemlje. Ta jednakost kaže da je jakost svijetljenja obrnuto razmjerna kvadratu udaljenosti kometa od Zemlje. Ujedno, jakost ovisi o udaljenosti od Sunca. Kada bi svjetlost kometa bila jednostavno svjetlost Sunca odražena od tijela kometa i kada bi ono bilo uvijek jadnako veliko (a ni jedno ni drugo nije istina), i sjaj kometa padao bi s kvadratom udaljenosti od Sunca, to jest bilo bi n = 2. No kako količina plina i praha okupljenih oko jezgre i pobuda plina na svijetljenje ovisi o udaljenosti, s približavanjem Suncu sjaj kometa raste brže no što bi rastao po pravilu kvadrata udaljenosti, pa je indeks n stvarno nađen u rasponu od n = 2 do n = 6. Ocjenjujući indeks dok je komet još daleko, pretkazuje se njegov sjaj u perihelu. 
Komet koji je Sunce obišao manje puta ima površinu koja nije znatnije narušena. Kometu koji je više puta obišao oko Sunca i kojemu je mnogo sleđene tvari ispareno, skorena prašina dobro štiti smrznutu tvar od zračenja i aktivnost kometa slabi, koma je manja i rep manje raskošan. "Stari" kometi koji su izgubili mnogo lako isparljivih sastojaka mogu ostati bez kome i time iščeznuti iz vida. Neki se kometi raspadaju, ostavljajući za sobom oblak čestica prašine. Ne zna se je li to tipično vladanje kometa sa starenjem, jer o čvrstoći kometske jezgre nema dovoljno znanja. 
Prema podatcima svemirskih letjelica koje su se susrele s Halleyjevim kometom, u blizini perihela komet je u sekundi gubio 40 tona vode i 10 tona praha. Jezgru Halleyjeva kometa snimila je svemirska letjelica Giotto 14. ožujka 1986. kao nepravilnu gromadu, 8 km x 15 km. Na noćnom dijelu jezgre zapaža se veoma tamno tlo, crno poput ugljena, a iz osunčane polutke izbijaju pramenovi tvari.